# 福島市立吉井田小学校
福島市立吉井田小学校（ふくしましりつ よしいだ しょうがっこう）は、福島県福島市にある公立小学校である。

## 概要
福島市街地南部、吉倉地区の旧国道115号沿いに位置し、吉井田地域とその周辺の一部を学区とする。2020年5月1日現在、20学級457名の児童が在籍する。

## 沿革
- 1909年4月20日 - 学校創立。後に自治体合併を経て信夫郡吉井田村立吉井田小学校となる。
- 1955年3月 - 吉井田村が福島市に編入され、福島市立吉井田小学校となる。
- 1984年2月17日 - 現在の北側校舎（RC造3階建）が竣工する。
- 2002年2月18日 - 水泳プール（14m×11m 6コース）が竣工する。
- 2004年2月25日 - 屋内運動場が竣工する。

## 学校行事
| - 4月 - 5月 - 6月 | - 7月 - 8月 - 9月 | - 10月 - 11月 - 12月 | - 1月 - 2月 - 3月 |

## 通学区域
- 吉井田地域
  - 八木田
  - 仁井田
  - 吉倉
  - 方木田（福島市立清明小学校通学区域を除く）
- 信夫地域
  - 成川（字仲ノ内、鍋谷地、調地田、這松、久保、馬場、門屋敷、車下、台、道下、久保前、富田、台田、平田石、下畑、土腐、下釜、赤沢、赤谷地、陀羅田、宮内、地蔵前、源太屋敷）[2]

## 進学先中学校
- 福島市立福島第一中学校
- 福島市立岳陽中学校
- 福島市立信夫中学校[3]

## 学区 / 校区内の主な施設
- 国道13号福島西道路
- 国道115号福島西バイパス
- 国土交通省福島運輸支局
- 福島県立福島西高等学校
- ヨークベニマル吉倉店
- いちいパワーデポ八木田店

## 交通
- JR福島駅より福島交通路線バス土湯温泉・荒井線乗車約15分、吉井田バス停下車、徒歩約1分。